# Río Bronx
El río Bronx, de aproximadamente 39 km de largo, fluye a través de sureste de Nueva York en los Estados Unidos. Único río de agua dulce en la ciudad de Nueva York, lleva el nombre del colono Jonas Bronck.
En un principio se originaba en lo que hoy es el embalse de Kensico, en el norte del Condado de Westchester de Nueva York. Con la construcción de la presa de Kensico en 1885, sin embargo, el río fue cortado de sus fuentes naturales y en la actualidad un afluente pequeño sirve como fuente. El río fluye hacia el sur del Bronx pasado White Plains, luego al suroeste a través de los suburbios del norte, pasando por Edgemont, Tuckahoe, Eastchester y Bronxville. Se Yonkers de Mount Vernon, y desemboca en el extremo norte de El Bronx, hacia el sur a través del Bronx Park, New York Botanical Garden, y el Zoológico del Bronx y continúa a través de las áreas urbanizadas del sur del Bronx donde se divide en East Bronx y West Bronx. Desemboca en el río Este, vinculado por un estrecho a Long Island, entre la Soundview y barrios de Hunts Point.
En el siglo XVII, el río llamado por los nativos "Aquehung" sirvió como límite entre las bandas menos estrechamente asociados con caciques de la confederación informal de la Weckquaeskeck, europeizada como la Wappinger; la orilla oriental del río fue el límite para los Siwanoy, clammers y los pescadores. La misma línea se conserva a los señoríos que fueron otorgados a los holandeses.
El río fue adquirido por Jonas Bronck en 1639 ya que formaba parte de sus tierras, que se extendían entre el río Harlem y este río, que llegó a ser llamado "Bronck's River".